# ベルゴロド要塞
ベルゴロド要塞は、タタールの主要道路に近いロシア国家の南の前哨基地である。1596年に建てられたとされるベルゴロド最初の城塞.

## 背景
18世紀末、ドネツ川の右岸にある白亜の山には、白石の要塞の跡が残っており、当時の歴史家はハザール人の都市サルケルの跡だと考えていた。城壁の内側には、「最も急な丘の上に、4つの正門と塔、そして城の半分を囲む堀を持つ石造りの方形要塞があった」という。厚さ1.5センチだった壁が、今では地面まで削られ、どこかに丸ごとレンガがあっても、ベルゴロドの住民はそれを使うことを拒むことはないだろう。真昼の壁は280歩、脇の壁は少し小さく、北の壁は310歩である。砦を囲む一の堀は城壁から170歩、二の堀は210歩のところにある」。.